# Artolsheim

Artolsheim este o comună în departamentul Bas-Rhin, Franța. În 2009 avea o populație de 910 de locuitori.